# Gustaf Adolf Lagerfelt
Gustaf Adolf Lagerfelt, född 3 juli 1693 i Kärna församling, Östergötlands län, död 18 september 1769 i Linköpings församling, Östergötlands län, var en svensk friherre och ämbetsman.

## Biografi
Gustaf Adolf Lagerfelt föddes 1693 på Lagerlunda i Kärna socken. Han var son till ryttmästaren Carl Gustaf Lagerfelt och hans hustru friherrinnan Maria Elisabeth von der Osten genannt Sacken. Lagerfelt blev 26 oktober 1708 student vid Uppsala universitet och utnämndes 18 mars 1713 till auskultant vid Svea hovrätt. 16 juni 1720 fick Lagerfelt befattning som häradshövding i Bråbo och Gullbergs härader i Östergötland, och 11 maj 1721 utökades hans område med Östgöta bergslag och Bobergs härad. 19 augusti 1741 utnämndes han till revisionssekreterare och 11 mars 1748 till landshövding i Linköpings län.
27 mars 1758 blev han riddare av Nordstjärneorden och 6 oktober 1766 upphöjdes han i friherrlig värdighet Lagerfelt. Själv tog han inte introduktion i Sveriges Riddarhus, utan det gjorde först sonen Carl Gustaf Lagerfelt och sonsonen Israel Lagerfelt 1770 som nummer 245. Lagerfelt fick 9 december 1766 presidents namn, heder och värdighet. Han avled 1769 i Linköping och begravdes bredvid sin fru i Lagerfeltska familjegraven i Linköpings domkyrka.

### Egendom
Lagerfelt ägde Lagerlunda i Kärna socken, Rosenkälla säteri i Sankt Lars socken, Bo i Västra Hargs socken, Korssätter i Västra Husby socken och Gismestads östra herrgård i Vikingstads socken, Viggbyholm i Täby socken, Lagnö i Ljusterö socken och Landboarp i Håcksviks socken.

### Familj
Lagerfelt gifte sig 1 maj 1720 i Stockholm med friherrinnan Magdalena Christina Appelbom (1698–1777), dotter av amiralen och presidenten Anders Appelbom och friherrinnan Brita Christina Clerck. De fick tillsammans barnen ryttmästaren Otto Johan Lagerfelt (1721–1759) vid Östgöta kavalleriregemente, kammarherren Carl Gustaf Lagerfelt (1724–1797), Maria Elisabet Lagerfelt (1726–1726), underofficeren Bleckert Magnus Lagerfelt (född 1728) och Brita Magdalena Lagerfelt (1732–1805) som var gift med generalmajoren Anders Leijonhielm.